# Alexander Büttner
Alexander Büttner, nizozemski nogometaš, * 11. februar 1989.

## Klubska kariera

### Vitesse
Büttner je svoj prvi gol v profesionalni karieri dosegel v sezoni 2007–08 na domači tekmi proti klubu FC Volendam, ki jo je Vitesse dobil z rezultatom 3:1.
6. julija 2012 sta se Vitesse in Southampton dogovorila za prestop Büttnerja v Premier League. Kasneje je bil prestop preklican, ker je naj bi prišlo do »nekakšne 'zahteve' s strani neimenovane tretje strani«;. Mediji so špekulirali, da se je zapletlo zaradi spora o višini odstotka prestopne pogodbe, do katere naj bi bila upravičena neka tretja oseba.

### Manchester United
21. avgusta 2012 je nato Büttner pospisal petletno pogodbo z Manchester Unitedom. Pri novem klubu je dobil številko 28. Prvi nastop v Premier ligi je Büttner dočakal 15. septembra, ko je dosegel tudi svojo prvo podajo ter prvi zadetek. United je takrat dobil domačo tekmo z Wigan Athleticom z rezultatom 4:0. Na tej tekmi je bil proglašen celo za najboljšega igralca srečanja. 23. oktobra je za United prvič nastopil tudi v Ligi prvakov. United je takrat v skupinskem delu lige na domačem stadionu  z rezultatom 3:2 premagal Brago. 5. januarja 2013 je Büttner prvič nastopil tudi v FA pokalu, ko je United z  West Hamom v gosteh remiziral z rezultatom 2:2.

## Reprezentančna kariera
Büttner je nastopal za nizozemsko nogometno reprezentanco do 20 in 21 let.
7. maja 2012 ga je nizozemski selektor Bert van Marwijk uvrstil na seznam 36 igralcev za kvalifikacije na Euro 2012, vendar pa za člansko reprezentanco takrat ni odigral nobene tekme. 

## Statistika
| Klub              | Sezona  | Liga    | Liga | Pokal   | Pokal | Ligaški pokal | Ligaški pokal | UEFA Liga prvakov | UEFA Liga prvakov | Ostalo  | Ostalo | Skupaj | Skupaj |
| Klub              | Sezona  | Nastopi | Goli | Nastopi | Goli  | Nastopi       | Goli          | Nastopi           | Goli              | Nastopi | Goli   | Natopi | Goli   |
| ----------------- | ------- | ------- | ---- | ------- | ----- | ------------- | ------------- | ----------------- | ----------------- | ------- | ------ | ------ | ------ |
| Vitesse           | 2007–08 | 1       | 0    | 0       | 0     | –             | –             | –                 | –                 | –       | –      | 1      | 0      |
| Vitesse           | 2008–09 | 23      | 3    | 2       | 0     | –             | –             | –                 | –                 | –       | –      | 25     | 3      |
| Vitesse           | 2009–10 | 27      | 2    | 2       | 0     | –             | –             | –                 | –                 | –       | –      | 29     | 2      |
| Vitesse           | 2010–11 | 24      | 0    | 1       | 0     | –             | –             | –                 | –                 | –       | –      | 25     | 0      |
| Vitesse           | 2011–12 | 32      | 5    | 4       | 0     | –             | –             | –                 | –                 | 3       | 0      | 39     | 5      |
| Vitesse           | Skupaj  | 107     | 10   | 9       | 0     | –             | –             | –                 | –                 | 3       | 0      | 119    | 10     |
| Manchester United | 2012–13 | 3       | 1    | 3       | 0     | 2             | 0             | 3                 | 0                 | –       | –      | 11     | 1      |
| Manchester United | Skupaj  | 3       | 1    | 3       | 0     | 2             | 0             | 3                 | 0                 | –       | –      | 11     | 1      |
| Skupaj            | Skupaj  | 110     | 11   | 12      | 0     | 2             | 0             | 3                 | 0                 | 3       | 0      | 130    | 11     |

Statistika je bila nazadnje posodobljena 31. marca 2013..